# Xi'an, Liaoyuan
Xi'an är ett stadsdistrikt i Liaoyuans stad på prefekturnivå  i Jilin-provinsen i nordöstra Kina. Det ligger omkring 110 kilometer söder om provinshuvudstaden Changchun.